# Червоний Хутір (зупинний пункт)
Черво́ний Ху́тір — пасажирський залізничний зупинний пункт Шевченківської дирекції Одеської залізниці.
Розташований неподалік від селища Червоне, Смілянський район, Черкаської області на лінії Імені Тараса Шевченка — Помічна між станціями Імені Тараса Шевченка (14 км) та Сердюківка (8 км).
На платформі зупиняються приміські електропоїзди.